# SOKO Leipzig/Staffel 24
Die vierundzwanzigste Staffel der deutschen Krimiserie SOKO Leipzig umfasst 23 Episoden und feierte ihre Premiere am 1. September 2023 im ZDF. Das Finale wurde am 23. Februar 2024 gesendet. Alle Episoden wurden eine Woche vor TV-Ausstrahlung in der ZDFmediathek veröffentlicht.
Die Episoden der Staffel wurden zumeist auf dem freitäglichen 21:15-Uhr-Sendeplatz erstausgestrahlt.

## Darsteller
| Rollenname                               | Schauspieler            | Episoden |
| ---------------------------------------- | ----------------------- | -------- |
| Kriminalhauptkommissarin Ina Zimmermann  | Melanie Marschke        | 20       |
| Kriminaloberkommissar Jan Maybach        | Marco Girnth            | 19       |
| Kriminalkommissarin Kim Nowak            | Amy Mußul               | 23       |
| Kriminalkommissar Moritz Brenner         | Johannes Hendrik Langer | 23       |
| Laborant Lorenz Rettig                   | Daniel Steiner          | 13       |
| Rechtsmedizinerin Prof. Dr. Sabine Rossi | Anna Stieblich          | 17       |
| Rechtsmedizinerin Dr. Mara Stein         | Judith Sehrbrock        | 2        |
| Staatsanwalt Dr. Alexander Binz          | Michael Rotschopf       | 3        |
| Leni Trautzschke                         | Caroline Scholze        | 3        |
| Benni Maybach                            | Maximilian Klas         | 1        |
| Charlotte Maybach                        | Clara Veihelmann        | 1        |
| Charlotte Maybach                        | Carlotta Bähre          | 2        |
| Paul Zimmermann                          | Peter Laser             | 1        |
| Monja Nowak                              | Carina Wiese            | 1        |
| Rico Wittmann                            | Anton Weil              | 1        |
| Nikolaus Müller (MAD)                    | Michael Schenk          | 1        |

## Episoden
| Nr. (ges.) | Nr. (St.) | Originaltitel                  | Erstausstrahlung D | Regie              | Drehbuch                                    | Zuschauer             | Prod. code |
| --- | --------- | ------------------------------ | ------------------ | ------------------ | ------------------------------------------- | --------------------- | ---------- |
| 453 | 1         | Joela                          | 1. Sep. 2023       | Franziska Jahn     | Gabriel Merz                                | 4,28 Mio. (19,1 % MA) | 484        |
| Gastdarsteller: Pia-Micaela Barucki als Kristin Hinrichs, Knut Berger als Stefan Hinrichs, Kya-Celina Barucki als Joela Hinrichs, Karl Schaper als Toni Laurentis, Marlen Ulonska als Ulrike Mahrens, Emilia Eidt als Leonie Mahrens, Martin Laue als Barkeeper Mario                                              |           |                                |                    |                    |                                             |                       |            |
| 454 | 2         | Zaubermittel                   | 8. Sep. 2023       | Sven Fehrensen     | Markus Staender                             | 3,99 Mio. (19,1 % MA) | 492        |
| Gastdarsteller: Helena von Have als Emilia Roth, Hassan Kello als Semir Özür, Heide Simon als Luise Wetzel, Deborah Kaufmann als Kerstin Roth, Christian Beermann als Lorenz Roth, Julian Weigend als Dr. Thomas Schimanski, Dominik Hartz als Erik Degler                                                         |           |                                |                    |                    |                                             |                       |            |
| 455 | 3         | Keine Rettung                  | 15. Sep. 2023      | Philipp Eichholtz  | Luci van Org                                | 3,73 Mio. (16,2 % MA) | 498        |
| Gastdarsteller: Birte Hanusrichter als Julia Williams, Luise Emilie Tschersich als Vivian Williams, Isabella Bartdorff als Sarah Williams, Bernhard Piesk als Carl Williams, Vega Fenske als Luna Färber, Martin Peñaloza Cecconi als Anton Yeboah, Paula Schindler als Emmy Williams                              |           |                                |                    |                    |                                             |                       |            |
| 456 | 4         | Ohnmächtig                     | 22. Sep. 2023      | Robert del Maestro | Dani Merkel, Fabien Virayie                 | 3,64 Mio. (15,3 % MA) | 490        |
| Gastdarsteller: Lara Aylin Winkler als Anessa Loth, Liliane Zillner als Sonja Arendt, Felix Kreutzer als Viktor Osslowski, Robert Gallinowski als Harry König, Jean-Philippe Adabra als Robert Boukari, Thomas Brandt als Carlo Arena                                                                              |           |                                |                    |                    |                                             |                       |            |
| 457 | 5         | Schatten der Vergangenheit     | 29. Sep. 2023      | Robert del Maestro | Gabriel Merz                                | 3,77 Mio. (16,1 % MA) | 506        |
| Gastdarsteller: Andreas Anke als Pit Böhmer, Katja Danowski als Carmen Böhmer, Lodi Doumit als Amira Al Wahab, Yunus Cumartpay als Hamoudi Al Wahab, Georg Bütow als Simon Bukow, Soufjan Ibrahim als Anis Al Wahab, Fred Costea als Roy Knappe                                                                    |           |                                |                    |                    |                                             |                       |            |
| 458 | 6         | Große Erwartungen              | 6. Okt. 2023       | Philipp Eichholtz  | Susanne Wiegand                             | 4,17 Mio. (17,3 % MA) | 499        |
| Gastdarsteller: Marie Rathscheck als Lea Jacobi, Tina Pfurr als Selina Böhmer, Nina Kronjäger als Esther Herzberg, Niklas Hummel als Marc Jacobi, Rainer Frank als Ansgar Jacobi, Amira Demirkiran als Sophie Bergmann                                                                                             |           |                                |                    |                    |                                             |                       |            |
| 459 | 7         | Ich sehe dich                  | 13. Okt. 2023      | Philipp Eichholtz  | Julia Meimberg, Kristin Schade              | 4,37 Mio. (18,2 % MA) | 497        |
| Gastdarsteller: Claudia Schmutzler als Doro Sänger, Jörg Kunze als Patrick Reheuser, Karim Chérif als Jurij Kolessnikow, Daniel Wagner als Wolle Waizenegger, Ulrich Blöcher als Achim Raake, Sara Simons als Vanessa Röwer                                                                                        |           |                                |                    |                    |                                             |                       |            |
| 460 | 8         | Mit einem Bein                 | 20. Okt. 2023      | Lydia Bruna        | Markus Hoffmann, Uwe Kossmann               | 4,44 Mio. (18,2 % MA) | 502        |
| Gastdarsteller: Nikolai Will als Timo Gundelach, Julia Jendroßek als Justitia „Justy“ Loos, Jon Kiriac als Wiktor Bolschakow, Klaus Peeck als Richter Loos, Emilie Haus als Maria Bolschakow, Alexander Wüst als Gromek, Hilmar Eichhorn als Gregor Schüttler                                                      |           |                                |                    |                    |                                             |                       |            |
| 461 | 9         | Schmerzgrenze                  | 27. Okt. 2023      | Lydia Bruna        | Axel Hildebrand                             | 4,44 Mio. (18,2 % MA) | 501        |
| Gastdarsteller: Lucie Hollmann als Anne Gessner, Andreas Guenther als Cord Thalhammer, Peter Trabner als Reimund Obel, Sabrina Ceesay als Sara Wroblewski |           |                                |                    |                    |                                             |                       |            |
| 462 | 10        | Boys Club                      | 3. Nov. 2023       | Lydia Bruna        | Ulf Tschauder                               | 4,27 Mio. (16,9 % MA) | 500        |
| Gastdarsteller: Robert Schupp als Richter Matthias Hesse, Caroline Dibbern als Sonya Landauer, Ibrahim Al-Khalil als Aren Azimi, Nicola-Rabea Langrzik als Marta Landauer, Thomas Zerck als Tobias Zöllner |           |                                |                    |                    |                                             |                       |            |
| 463 | 11        | Kein Weg zurück                | 10. Nov. 2023      | Herwig Fischer     | Julia Meimberg, Kristin Schade              | 4,61 Mio. (18,0 % MA) | 478        |
| Gastdarsteller: Dominik Maringer als Marvin Lendholt, Eva Maria Sommersberg als Juliane Lendholt, Cornelia Lippert als Renate Kröger, Oliver Reinhard als Klaus Ebers, Antje Schmidt als Sybille Ebers, David A. Hamade als Bijan Moradi, Thea Rasche als Sybille (jung), Elias Richard Siegmann als Marvin (jung) |           |                                |                    |                    |                                             |                       |            |
| 464 | 12        | Napoleon                       | 17. Nov. 2023      | Robert del Maestro | Ulf Tschauder                               | 4,53 Mio. (18,0 % MA) | 504        |
| Gastdarsteller: Martin Feifel als Thomas Kurz „Napoleon“, Winnie Böwe als Heike Pabst, Déborah Jo als Marine Pichon, Jasper Diedrichsen als Florian Weidenrut, Ilja Roßbander als Robert Kurz, Franziska Ritter als Jenny Appenroth                                                                                |           |                                |                    |                    |                                             |                       |            |
| 465 | 13        | Panzer                         | 24. Nov. 2023      | Herwig Fischer     | Luci van Org                                | 4,78 Mio. (19,3 % MA) | 508        |
| Gastdarsteller: Franziska Steinhaus als Lisa Kettler, Dennis Herrmann als Dr. Martin Nicklas, Eva Weißenborn als Marina Gesang, Yung Ngo als Le Duc Chung, Thekla Viloo Fliesberg als Kelly Becker, Susanne Hoss als Carola Hermann                                                                                |           |                                |                    |                    |                                             |                       |            |
| 466 | 14        | Wenn du schläfst               | 8. Dez. 2023       | Herwig Fischer     | Axel Hildebrand                             | 4,82 Mio. (19,7 % MA) | 507        |
| Gastdarsteller: Wolf Danny Homann als Simon Schubert, Mia Rainprechter als Leonie Schubert, Rinaldo Steller als Amir Gülay, Naemi Florez als Kassandra Dietz, Effi Rabsilber als Dr. Emma Holler, Nell Pietrzyk als Nina Tschernig                                                                                 |           |                                |                    |                    |                                             |                       |            |
| 467 | 15        | Schutzbefohlen                 | 15. Dez. 2023      | Franziska Jahn     | Marco Girnth                                | 4,79 Mio. (18,9 % MA) | 483        |
| Gastdarsteller: Eva Löser als Britta Welting, Lilly Barshy als Ricarda Bach, Jens Münchow als Rolf Gerber, Max Urlacher als Jens Keller, Raphael Zari als Patrick Baumgarten, Anja Taschenberg als Silke Becker, Linda Rohrer als Romy Welting                                                                     |           |                                |                    |                    |                                             |                       |            |
| 468 | 16        | Das Weihnachtswunder (90 min.) | 22. Dez. 2023      | Sven Fehrensen     | Jeanet Pfitzer, Frank Koopmann, Roland Heep | 4,94 Mio. (19,3 % MA) | 495/496    |
| Gastdarsteller: Nina Gnädig als Valentina Burow, Sebastian Griegel als Ivo Haberland, Gitta Schweighöfer als Marie Haberland, Torsten Ranft als Arvid Wyss, Helen Woigk als Esma Haberland, Daniel Rossmeisl als Magnus Burow, Laurenz Lerch als Kevin Schöllermann, Peter Beck als Pförtner                       |           |                                |                    |                    |                                             |                       |            |
| 469 | 17        | Mordsmäßig                     | 29. Dez. 2023      | Robert del Maestro | Fabien Virayie                              | 5,14 Mio. (20,4 % MA) | 505        |
| Gastdarsteller: Caro Cult als Leonie „Leo“ Zach, Robert Besta als Pavel Breznik, Jörg Pose als Alfred Stutz, Theresa Berlage als Mareike Stutz, Amina Merai als Ivana Matic |           |                                |                    |                    |                                             |                       |            |
| 470 | 18        | In Obhut                       | 5. Jan. 2024       | Robert del Maestro | Joyce Jacobs, Sven Halfar                   | 4,73 Mio. (18,0 % MA) | 491        |
| Gastdarsteller: Jonas Laux als Jörg Lemke, Hadi Khanjanpour als Frank Lemke, Darja Mahotkin als Kira Müller, Ari Kurecki als Dustin Müller, Matthias Kelle als Torben Krenz, Angeline Anett Heilfort als Sonja Krenz, Kathrin Kühnel als Barbara Zink                                                              |           |                                |                    |                    |                                             |                       |            |
| 471 | 19        | Direkt ins Herz (90 min.)      | 12. Jan. 2024      | Sven Fehrensen     | Markus Hoffmann, Uwe Kossmann               | 4,76 Mio. (18,9 % MA) | 493/494    |
| Gastdarsteller: Kim Riedle als Juli Segers, Christian Kuchenbuch als Bela Kaspari, Saman Giraud als Karmen Wörner, Paula Conrad Hugenschmidt als Iris Kaufmann, Stefan Puntigam als Empfangschef Pension |           |                                |                    |                    |                                             |                       |            |
| 472 | 20        | Fürchte dich nicht             | 19. Jan. 2024      | Susan Gordanshekan | Markus Hoffmann                             | 5,14 Mio. (19,9 % MA) | 511        |
| Gastdarsteller: Julischka Eichel als Lydia Wertheim, Mohamed Achour als Hendrik Wertheim, Michael Krabbe als Viktor Lipinski, Laura Louisa Garde als Mia von Berg, Martin Horn als Pfarrer Laurentius, Martin Reik als Johannes Porath                                                                             |           |                                |                    |                    |                                             |                       |            |
| 473 | 21        | Machtspiel                     | 2. Feb. 2024       | Robert del Maestro | Lorenz Friedrich Reck                       | 4,70 Mio. (18,1 % MA) | 503        |
| Gastdarsteller: Anne Weinknecht als Ulrike Knopp, Henning Peker als Hansi Herrmann, Matthias Ziesing als Ronny Knopp, Jonathan Elias Weiske als Maximilian Kette, Annabelle Mandeng als Anja Ernst, Albrecht Ganskopf als Harry Knopp, Jordan Schlegel als Harry Knopp (jung), Max Bär als Ronny Knopp (jung)      |           |                                |                    |                    |                                             |                       |            |
| 474 | 22        | Elfenkönigin                   | 16. Feb. 2024      | Susan Gordanshekan | Luci van Org, Axel Hildebrand               | 5,11 Mio. (21,0 % MA) | 514        |
| Gastdarsteller: Anna Schönberg als Ella Strecker, Jule Gartzke als Mona Strecker, Marcus Schinkel als Robert Nowicki, Sithembile Menck als Janina Gerhardt, Henriette Gonnermann als Heidi Strecker |           |                                |                    |                    |                                             |                       |            |
| 475 | 23        | Anna                           | 23. Feb. 2024      | Susan Gordanshekan | Jeanet Pfitzer, Frank Koopmann, Roland Heep | 4,80 Mio. (18,5 % MA) | 513        |
| Gastdarsteller: Viktoria Kosorukova als Anna Kaminski, Konrad Singer als Caspar Lesch, Markus Lerch als Alexander Bruckmann, Alexander Hörbe als Bodo Schwanhäuser, Daniela Holtz als Gudrun Homfeld |           |                                |                    |                    |                                             |                       |            |